# United Press International

UPI-Logo

United Press, New York 1933

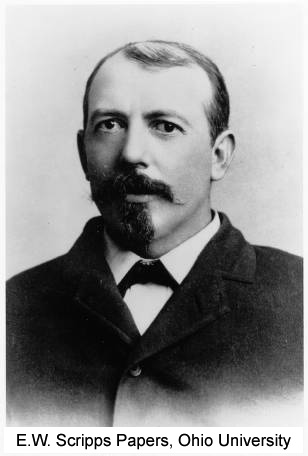
Edward W. Scripps, 1912

United Press International, kurz UPI, ist eine Nachrichtenagentur in den Vereinigten Staaten (Washington, D.C. und Boca Raton). Sie ging 1958 aus United Press (UP, gegründet 1907) und International News Service (INS) hervor.
UP war 1907 von Edward W. Scripps gegründet worden, INS zwei Jahre später vom Zeitungstycoon William R. Hearst. Während Associated Press (AP) im Rahmen einer genossenschaftlichen Konstruktion im Eigentum zahlreicher Zeitungen stand und nur die Gesellschafter mit Nachrichten belieferte, verstand sich UPI als Herausforderer eines Monopolunternehmens.
Veränderungen in der Medienlandschaft setzten UPI zu; als die Gründerfamilie Scripps UPI veräußerte, geriet das Unternehmen in wirtschaftliche Turbulenzen, was zu zwei Konkursen führte. Letztlich ging im Jahr 2000 die UPI über die News World Communications vollständig in das Eigentum der konservativen Vereinigungskirche über. Die Nachrichten werden seither nur noch in Kurzfassungen auf Englisch, Spanisch und Arabisch verbreitet.
Von 1946 bis November 1978 betrieb die UPI auch einen deutschsprachigen Nachrichtendienst; dieser war zuletzt in Wien ansässig. In Österreich war die UPI die einzige Konkurrenz zum Monopolunternehmen Austria Presse Agentur (APA), einer Genossenschaft der österreichischen Tageszeitungen (ausgenommen die Kronen Zeitung) und des ORF.

## Geschichte

### United Press Associations
Der Zeitungsverleger E. W. Scripps (1854–1926) hatte die erste Zeitungskette der Vereinigten Staaten begründet. Als sich AP weigerte, ihre Dienste den Scripps-Zeitungen zu verkaufen, gründete Scripps zusammen mit seinem Partner Milton A. McRae United Press Associations, einer Fusion aus den drei regionalen Nachrichtenagenturen Publisher's Press Association, Scripps McRae Press Association und Scripps News Association. United Press Associations begann am 21. Juni 1907 mit der Berichterstattung.
United Press war die einzige bedeutende Nachrichtenagentur der Welt, die sich in Privatbesitz befand. Damals dominierte AP die Nachrichtenbranche in den Vereinigten Staaten; in Europa standen die Agenturen unter der Kontrolle ihrer jeweiligen Regierungen:
- Reuters in Großbritannien,
- Havas in Frankreich und
- Wolff in Deutschland.

William R. Hearst tauchte 1909 mit der Gründung von International News Service erstmals im Agenturgeschäft auf.
Es war Geschäftsprinzip der AP, Konkurrenten von Gesellschaftern nicht mit Nachrichten zu beliefern. Scripps weigerte sich jedoch, Gesellschafter der AP zu werden. Er bezichtigte die AP einer „klaren und eindeutigen monopolistischen Haltung“ und behauptete, dass es unmöglich sei, „in jenen Städten eine neue Zeitung zu gründen, wo bereits AP-Gesellschafter eine Zeitung betreiben“. Demgegenüber vertrat Scripps die Position, dass eine Nachrichtenagentur allen Medien offenstehen müsse, auch den Mitbewerbern von Gesellschaftern.

### UPI wird gegründet
Als sich UP und INS am 24. Mai 1958 zusammenschlossen, wurde in der Firmenbezeichnung an das UP von United Press das I von International News Service angehängt. Hearst, Eigentümer von King Features Syndicate, übernahm einen kleinen Anteil der fusionierten Firma. Die Rechtsanwälte beider Seiten befürchteten kartellrechtliche Probleme für den Fall, dass das zu Scripps gehörende United Feature Syndicate, ein Konkurrent von King Features Syndicate, an UPI beteiligt wäre. So musste die UPI von den anderen Unternehmungen des Scripps Imperiums wirtschaftlich getrennt geführt werden. Dadurch konnte die UPI bedeutende Marketinginstrumentarien nicht nützen und war auch nicht an wichtigen Einnahmequellen wie aus den Peanuts-Comics von Charles M. Schulz beteiligt.
Die neue UPI hatte 6.000 Beschäftigte und 5.000 Kunden, darunter 1.000 Zeitungen. Noch im selben Jahr begründete das Unternehmen das UPI Audio Network, den ersten Dienst für Radiostationen. 1960 beteiligte sich UPI an einer Filmnachrichtenagentur für Fernsehstationen.

### Die 1990er Jahre
AP konnte als genossenschaftliche Agentur die Kosten von außerordentlichen Aufwendungen auf die Trägerzeitungen überwälzen. Das war bei sportlichen Großereignissen wie den Olympischen Spielen von Bedeutung, aber auch in der Berichterstattung über kriegerische Auseinandersetzungen. UPI-Kunden dagegen konnten mit einer fixen Gebühr kalkulieren. Außerdem zahlten die Kunden von UPI nur etwa die Hälfte von dem, was AP-Kunden für die Dienste von AP zu zahlen hatten. So entrichtete beispielsweise die Chicago Sun-Times zu einem bestimmten Zeitpunkt der AP 12,500 Dollar die Woche, während die UPI nur 5,000 $ erhielt; das Wall Street Journal zahlte der AP 36,000 $ die Woche, der UPI hingegen nur 19,300 $.
Außerdem war die wirtschaftliche Lage von UPI durch neue Entwicklung im Medienbereich beeinträchtigt. Viele Nachmittagszeitungen mussten schließen, wodurch der Kundenstamm der UPI kleiner wurde. Von 1992 bis 2000 wechselte die UPI sechs Mal den Eigentümer. Schließlich wurde das Unternehmen von News World Communications gekauft. Weil diese Firma im Eigentum der Vereinigungskirche steht, löste der Eigentümerwechsel eine Diskussion über die redaktionelle Unabhängigkeit aus. Helen Thomas, die bekannteste UPI-Journalistin in den Vereinigten Staaten, legte nach 57 Jahren UPI-Tätigkeit ihren Posten als UPI's Chief White House Correspondent nieder.

### Die jüngste Vergangenheit
Mit dem Einstieg von News World Communications gelangte UPI in ruhigeres Fahrwasser. Neben der Berichterstattung auf Englisch rückten in den letzten Jahren die arabische Berichterstattung aus dem Nahen Osten und die spanische Berichterstattung aus Lateinamerika verstärkt in den Fokus.
Mit Washington, D.C. als Hauptsitz ist UPI momentan über Büros in Beirut, Hongkong, London, Santiago de Chile, Seoul und Tokio weltweit vertreten. Außerhalb der Büros berichten Korrespondenten aus allen größeren Hauptstädten über das aktuelle Geschehen vor Ort. Der UPI Korrespondent in Berlin ist Stefan Nicola. Zum ersten Mal in ihrer Geschichte hat sie jedoch keinen Reporter im Weißen Haus akkreditiert.
Darüber hinaus sind für UPI auch zahlreiche Kolumnisten tätig, deren Beiträge sich mit spezifischen aktuellen Politikfragen, z. B. Sicherheitspolitik auseinandersetzen und an internationale Tageszeitungen oder Agenturen weitergeleitet werden. Derzeit bekannte UPI Kolumnisten sind:
- Marc S. Ellenbogen mit “Atlantic Eye”
- William S. Lind mit “Military Matters”
- Loren B. Thompson mit “Thompson Files”
- Martin Walker mit “Walkers World”

## Ehemalige Mitarbeiter von UPI
United Press-Redakteur Lucien Carr sagte einmal:

„Es war die große Tugend von UPI, dass wir uns als David fühlten, der den Goliath AP in die Mangel nehmen kann.“

Die Journalisten von UPI erhielten den Spitznamen „Unipresser“. Berühmte Unipresser waren Walter Cronkite, David Brinkley, Howard K. Smith, Eric Sevareid, Helen Thomas, Pye Chamberlayne, Frank Bartholomew, Hugh Baillie, Vernon Scott, Chauncey Bailey, Robert H Tanji (ein Journalist in Tokio, der während der Berufsausübung ermordet wurde), William L. Shirer (bekannt durch sein Buch The Rise and Fall of the Third Reich), Thomas Friedman von der New York Times und Myram Borders (er war 25 Jahre lang Bürochef in Las Vegas und berichtete zunächst exklusiv über die Hochzeit zwischen Elvis Presley und Priscilla).
Zahlreiche UPI-Fotografen sind mit dem Pulitzer-Preis ausgezeichnet worden, darunter Andrew Lopez (1960), Kyoichi Sawada (1966), Toshio Sakai (1968) and David Hume Kennerly (1972).
Von den zahlreichen Büchern über UPI seien erwähnt: Gregory Gordon und Ronald E. Cohen: "Down To The Wire (1990)"; Richard M. Hartnett und Billy G. Ferguson: "Unipress" (2003) und Gary Haynes: "Picture This: The Inside Story of UPI Newspictures" (2006) mit einem Vorwort des früheren Unipressers Walter Cronkite.